# Bilan saison par saison du Saint-Trond VV (féminines)
Le bilan saison par saison de Saint-Trond VV (féminines) retrace le parcours du Saint-Trond VV (féminines) depuis 2008.

## Saison par saison
| Saison    | Div.       | Class. | Pts | Joués | V  | N | D  | BP  | BC | Coupe de Belgique | Supercoupe de Belgique | Ligue des Champions |
| 2008-2009 | D1         | 2e     | 67  | 26    | 21 | 4 | 1  | 98  | 15 | 1/2 finale        |                        |                     |
| 2009-2010 | D1         | 1er    | 68  | 26    | 22 | 2 | 2  | 122 | 18 | 1/8 finale        | Finale                 |                     |
| 2010-2011 | D1         | 11e    | 24  | 26    | 6  | 6 | 14 | 37  | 51 | 1/16 finale       |                        | 1/16 finale         |
| 2011-2012 | D1         | 4e     | 46  | 26    | 13 | 7 | 6  | 49  | 22 | 1/8 finale        |                        |                     |
| 2012-2013 | BNL Rouge¹ | 5e     | 20  | 14    | 6  | 2 | 6  | 25  | 19 |                   |                        |                     |
|           | BNL B²     | 6e     | 18  | 14    | 6  | 0 | 8  | 28  | 32 | 1/4 finale        |                        |                     |
| 2013-2014 | BNL³       | ⁴      | 0   | 0     | 0  | 0 | 0  | 0   | 0  |                   |                        |                     |